# Мост Королевы Луизы
Мост королевы Луизы (нем. Königin-Luise-Brücke, лит. Karalienės Luizos tiltas) — пограничный автодорожный металлический балочный мост через реку Неман, соединяющий Советск (Калининградская область Российской Федерации) и Панямуне (Литва). Мост назван в честь супруги короля Пруссии Фридриха Вильгельма III королевы Луизы.
Портал моста, напоминающий триумфальную арку, изображён на бывшем гербе Советска и является символом города. В честь королевы в Калининграде названа кирха памяти королевы Луизы. В Советске также был восстановлен памятник королеве Луизе.

## История
Строительство нового моста длиной 416 м, названного в честь почитавшейся в Германии прусской королевы, началось в 1904 году. Ширина реки в этом месте достигала 220 м. Мост опирался на два «быка» и взлётом трёх своих арок стал гордостью города.

Торжественная церемония открытия моста состоялась 18 октября 1907 года и была приурочена к 100-летию заключения Тильзитского мира. В память об открытии моста в Тильзите была отчеканена медаль. Въезды на мост были украшены порталами. Сооружение обошлось налогоплательщикам в 2 млн. марок. 

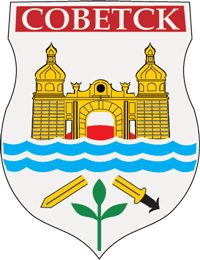
Портал моста на бывшем гербе Советска

После Первой мировой войны мост стал пограничным, на нём был устроен контрольно-пропускной пункт и таможня. Первый «пограничный» период в истории моста продлился до 1939 года, когда Мемельский край вошёл в состав Германии.
С 1 мая 1914 года по 1944 год по мосту ходил электрический трамвай. После Второй Мировой войны тильзитская трамвайная сеть не восстанавливалась.
22 октября 1944 года инженерные части вермахта взорвали мост, чтобы задержать продвижение советской армии. Были уничтожены пролёты моста и северный портал.
Мост был восстановлен в 1947 году. Поначалу пролёты были деревянными, в 1965 году их заменили металлическими. С сохранившегося южного портала моста сняли барельеф, изображающий королеву Луизу, и в 1964 году заменили его на герб Советского Союза. Также изменили обозначенную на портале дату: 1907 год заменили на 1947. С портала убрали немецкую надпись Königin Luise Brücke.
Машинные домики утратили свои островерхие черепичные крыши, а ручной механизм подъёма откидного пролёта исправен и по сей день. К весне 1965 года деревянный мост прекратил своё существование. Современный мост построен в период с 1965 по 1966 годы.
После распада СССР мост снова стал пограничным. В 1990-х годах были предприняты первые попытки реставрации моста. 6 марта 1995 года с портала сняли герб СССР, на этом работы и завершились. Широкомасштабная реставрация портала была проведена в 2002—2003 годах. В ходе этих работ были восстановлены все утраченные детали портала: возвращены на своё историческое место барельеф Королевы Луизы, бронзовые вазы и прочие архитектурные элементы главной арки моста. Были также отреставрированы домики для технического оборудования моста, сам мост был оборудован подсветкой. Разводной пролёт был заварен, механизм постепенно пришёл в негодность.

## Архитектура
Монументальное творение осуществлено по проекту строительного советника Керсье и фирмой «Бойхельд и Ко» из Грюнберга (Силезия). Со стороны города (с южной стороны) на второй речной опоре моста воздвигается портал из песчаника с двумя башенками в стиле барокко, образующими единый архитектурный ансамбль с формами Орденской кирхи. Проект портала выполнялся правительственным советником Фюрстенау. Южный портал (с нынешней российской стороны) был украшен барельефом с изображением королевы Луизы работы скульптора Стефана Вальтера во Фритенау и отлит в бронзе «Мартином и Пильтцингом» в Берлине. Эта же фирма отливала буквы для слов на фронтоне арки моста: «Мост королевы Луизы», северный (нынешняя литовская сторона, не сохранился) — гербом Восточной Пруссии.
Южный несохранившийся портал был металлическим и украшен гербом Восточной Пруссии. Барельеф на южном портале представлял собою картуш, имеющий 3,6 м ширины и 4 м высоты, в центре которого изображение королевы Луизы, увенчанной королевской короной, в окружении двух купидонов с цветочными венками. Вершину арки моста украшали декоративные вазы — их было шесть (сохранилось только две). Над пешеходными проходами по 1,5 м шириной размещены два барельефа, олицетворяющие движение по воде и по суше. Мостовой портал и машинные домики изготавливались в мастерской придворного мастера — каменотёса Карла Шилинга в Темпелине. Для их изготовления использовали влагостойкий желтоватый песчаник из каменоломен в Вюншельбурге, у подножия Хойшойера, не требующий покраски и штукатурки.
|                           |  |                            |  |                            |
| Барельеф в честь королевы |  | Арки моста (1910—1930 гг.) |  | Мост на довоенной открытке |

## Нумизматика
5 июля 2017 года Банк России выпустил в обращение памятные серебряные монеты номиналом 3 рубля «Мост «Королева Луиза», г. Советск Калининградской области» серии «Памятники архитектуры России».